# Xã Winona, Quận Carroll, Arkansas
Xã Winona (tiếng Anh: Winona Township) là một xã thuộc quận Carroll, tiểu bang Arkansas, Hoa Kỳ. Năm 2010, dân số của xã này là 453 người.